# Johan Kriek
Johan Kriek (Pongola, Dél-Afrika; 1958. április 5. –) amerikai hivatásos teniszező. Pályafutása elején dél-afrikai színekben játszott, 1982-től lett amerikai állampolgár. Pályafutása legnagyobb sikerei az 1981-es és 1982-es Australian Openen aratott győzelmei. Összesen 14 egyéni és 8 páros ATP-tornát nyert meg.

## Grand Slam-döntői

### Győzelmei (2)
| Év   | Helyszín        | Ellenfél a döntőben | Eredmény a döntőben |
| 1981 | Australian Open | Steve Denton        | 6–2, 7–6, 6–7, 6–4  |
| 1982 | Australian Open | Steve Denton        | 6–3, 6–3, 6–2       |